# Meioneta usitata
Meioneta usitata är en spindelart som beskrevs av George Hazelwood Locket 1968. Meioneta usitata ingår i släktet Meioneta och familjen täckvävarspindlar. Inga underarter finns listade i Catalogue of Life.